# Anholdelse
En anholdelse er en pågribelse en person som er under mistanke for lovbrud som regel foretaget af en politimyndighed, og fratage ham eller hende friheden ud fra et lovmæssigt grundlag.
Anholdelse er en form for frihedsberøvelse.
Reglerne for politiets anholdelser og civil anholdelse er stort set ens. Det følger af Retsplejeloven:
§ 755. Politiet kan anholde en person, der med rimelig grund mistænkes for et strafbart forhold, der er undergivet offentlig påtale, såfremt anholdelse må anses for påkrævet for at hindre yderligere strafbart forhold, for at sikre hans foreløbige tilstedeværelse eller for at hindre hans samkvem med andre.
Reglerne for civile anholdelser fremgår af stk. 2:
Stk. 2. Samme beføjelser har enhver, der træffer nogen under eller i umiddelbar tilknytning til udøvelsen af et strafbart forhold, der er undergivet offentlig påtale. Den anholdte skal snarest muligt overgives til politiet med oplysning om tidspunktet og grundlaget for anholdelsen.
For anholdelser gælder et proportionalitetsprincip:
Stk. 4. Anholdelse må ikke foretages, hvis frihedsberøvelse efter sagens art eller omstændighederne i øvrigt ville være et uforholdsmæssigt indgreb.